# Југоисток
Југоисток је једна од споредних страна света. Налази се између југа и истока, а супротно северозападу.
Означава се са 135°.